# Vino i gitare
Vino i gitare è l'album di debutto della cantante croata Maja Blagdan, nel 1993 attraverso l'etichetta discografica Croatia Records.

## Tracce
CD e download digitale
1. Samo jedan život imam – 4:16
2. Vino i gitare – 3:43
3. Zaboravi (Maledetta primavera – testo di Ninčević e musica di Totò Savio) – 5:19
4. Marin – 3:22
5. Slutim – 5:23
6. Jedini moj – 3:06
7. Voljela sam ja, volio si ti – 3:16
8. Santa Maria – 4:14
9. Tude te ruke miluju – 3:25
10. Gdje odlaziš, kad oči zaklopiš – 3:22
11. Prvi put – 4:21